# Tatort: Der Prügelknabe
Der Prügelknabe ist ein Fernsehfilm aus der Krimireihe Tatort. Der vom Bayerischen Rundfunk produzierte Beitrag wurde am 21. April 2003 als 34. Fall des Ermittlerteams Batic, dargestellt von Miroslav Nemec, Leitmayr, dargestellt von Udo Wachtveitl und Carlo Menzinger, alias Michael Fitz, im Ersten Programm der ARD erstgesendet.

## Handlung
Hauptkommissar Ivo Batic hat sich Urlaub genommen, da seine Cousine Branka mit ihrem Mann Darko und der 15-jährigen Tochter Malina einige Zeit bei ihm verbringen will. Batic freut sich auf seine Familienangehörigen aus dem kleinen Ort Mitrovica. Für die Zeit seines Urlaubs müssen seine Kollegen Hauptkommissar Franz Leitmayr und Oberkommissar Carlo Menzinger mit Hauptkommissar Wolfgang Hackl aus Nürnberg zusammenarbeiten, der für 14 Tage Batics Urlaubsvertretung übernimmt. Gleich bei ihrer ersten Begegnung fällt er dem eher unkonventionellen Menzinger unangenehm auf. Die Kommissare werden zu einem Fall gerufen, in dem ein an einen Baum gefesselter und geknebelter Mann ermordet worden ist. Als Menzinger mit Hackl zum Tatort kommt, sind Batic und Leitmayr schon da. Auch diese beiden zeigen sich von Hackls Art schnell genervt. Batic meint, dass es sich bei diesem Fall um Landsleute von ihm zu handeln scheine. Hackl geht bei seinen Ermittlungen äußerst akribisch vor, später führt er aus, dass das Opfer wohl extra an eine Stelle gebracht worden ist, wo die Isar so laut sei, dass Schreie im Tosen des Wassers untergegangen seien. Außerdem meint er, dass der Mord wahrscheinlich politisch motiviert sei, am Baum, den er fotografiert habe, sei das Zeichen der UÇK hinterlassen worden. Bei dem Toten handelt es sich um den Kosovoalbaner Maruf Selmani.
Batic, der mit Darko unterwegs ist, der sich angeblich ein Auto kaufen will, begegnet bei dem Gebrauchtwagenhändler Fritz Wagner, seinem Kollegen Leitmayr und Wolfgang Hackl, die Wagner in dem aktuellen Fall befragen wollen. Als Batic sich in die Vernehmung von Wagner einmischt, will Hackl ihm das unwirsch verbieten. Es kommt zu Handgreiflichkeiten, bei denen Wagner von Batic verletzt wird. Hackl droht dem Kollegen mit Konsequenzen, Geldstrafe und Zurückstufung um einen Dienstgrad. Leitmayr ruft seinen Freund und Kollegen später an, dass er Wagner nicht davon habe abbringen können, Strafanzeige gegen ihn zu erstatten. Ivo müsse davon ausgehen, dass Hackl den Vorgang ausführlich in seinem Protokoll beschreiben werde. Branka rät ihm, sich bei dem „Automann“ zu entschuldigen, bevor es zu spät sei. Batic, der mit Darko reichlich Alkohol getrunken hat, steigt in ein Taxi und will sich mit einer Spirituose bei Wagner Abbitte leisten. Er weist den Taxifahrer an, auf ihn zu warten. Als er Wagner die Flasche mit einer Entschuldigung überreichen will, weiten sich dessen Augen plötzlich entsetzt und der Kommissar wird niedergeschlagen.
Als er wieder zu sich kommt, liegt der erstochene und verstümmelte Wagner tot neben ihm. Der Taxifahrer sagt aus, dass außer Ivo Batic niemand auf dem Gelände gewesen sei. Als Batic nach Hause will, wird er von Hackl, der zusammen mit Leitmayr am Tatort eingetroffen ist, aufgehalten. Er will den Kollegen unbedingt mit aufs Revier nehmen und hält daran fest, dass er der Hauptverdächtige sei. Leitmayr schreitet ein und übernimmt die Verantwortung für seinen Freund. In seiner Wohnung erklärt ihm Darko, der ebenfalls Polizist ist, dass die Familie immer für ihn da sei. Im weiteren Verlauf der Ermittlungen wiederholt Hackl gebetsmühlenartig, dass Batic der Hauptverdächtige im Fall Wagner sei. Er droht auch Leitmayr und Menzinger an, dass er ihre Praktiken offenlegen werde. Menzinger hat inzwischen einige Nachforschungen über Hackl angestellt und herausgefunden, dass er ziemlich schnell eine steile Karriere gemacht hat. Er war etliche Jahre beim Verfassungsschutz, sein Spezialgebiet dort sei der Kosovo gewesen. Außerdem findet Carlo es auffällig, dass es, kaum dass Hackl bei ihnen sei, zwei tote Albaner gegeben habe. Hackl habe den Verfassungsschutz vor eineinhalb Jahren auf eigenen Wunsch verlassen. In seiner Abteilung war er nicht sehr beliebt. Er war seinerzeit mit einem Serben aneinandergeraten, dem er einen Vorderzahn ausgeschlagen habe. Das Verfahren gegen ihn sei dann niedergeschlagen worden. Außerdem sei er als Rassist bekannt, der sich von ethnischen Minderheiten bedroht fühle. Obwohl Leitmayr Hackl ebenfalls nicht leiden kann, findet er das doch etwas weit hergeholt. Hackl wiederum erzählt Leitmayr, dass Wagner im Verdacht stände, die UÇK bei Waffenkäufen unterstützt zu haben. Hackl ist in der Lage, den bei Wagner gefundenen Brief zu übersetzen, der auf die Spur des Albaners Schakir führt. Als die Kommissare den Imam und weitere Gläubige in der Moschee nach Schakir fragen, flüchtet ein junger Mann auf einem Moped und wird von Leitmayr mit dem Auto verfolgt. Da er sich von der Straße entfernt, wird es für Leitmayr schwierig, ihm auf den engen Waldwegen mit dem Auto zu folgen. Schließlich baut der Kommissar einen Unfall und schlägt mit dem Kopf heftig aufs Lenkrad auf. Der junge Mann kann entkommen.
Bei einem späteren Gespräch mit dem Imam bedeutet ihm dieser, dass Schakir nichts mit dem Mord an Selmani zu tun habe, er sei illegal in Deutschland und deshalb vor ihm geflüchtet. Selmani sei sein Freund gewesen. Er nennt Leitmayr noch die Adresse eines Reisebüros, das von dem Albaner Milic geführt wird. Darko erzählt Ivo, dass der Verdacht bestehe, dass in Wagners Werkstatt Autos für die UÇK präpariert worden seien, z. B. mit Autobomben. Als Leitmayr Selmanis Wohnung durchsuchen will, findet er dort dessen kranken, bettlägerigen Vater vor. Der alte Mann meint, dass sein Sohn gedacht habe, er könne vor dem Tod davonlaufen. Er aber habe gewusst, dass so etwas passieren werde. Sein Sohn Maruf werde schon seit zwei Jahren verfolgt, er habe etwas gesehen, was er nicht hätte sehen dürfen. Natürlich kenne er auch Schakir, sein Sohn und er seien schon als Kinder Freunde gewesen. In der Folge kommt es zu einem weiteren Zwischenfall mit Ivo und Darko im Reisebüro von Milic, woraufhin Leitmayr keine andere Möglichkeit sieht, als Ivo darum zu bitten, ihm seinen Dienstausweis und seine Pistole auszuhändigen. Nur widerwillig kommt Batic dieser Bitte nach.
Hackl erzählt den Kollegen Leitmayr und Menzinger, dass Schakir elf Menschen auf dem Gewissen habe, die Opfer einer Autobombe wurden. Während eines Verhörs habe er sich eindeutig zur UÇK bekannt, aber bestritten, jemals Mitglied gewesen zu sein. Darko will Batic dazu bringen, erneut mit Milic zu sprechen, um herauszubekommen, wo Schakir sich aufhält. Als Batic nachgibt und mit ihm zu Milic geht, hilft er mit körperlicher Gewalt nach, um an die Information zu kommen, dass Schakir sich in seiner Jagdhütte im Wald aufhalte. Inzwischen erfährt Leitmayr von Hackl, dass drei der damaligen Drahtzieher der Autobombe in einem Grab gefunden worden seien, Genickschuss. Einzig Selmani und Schakir seien entkommen. Über Milic erfahren die Kommissare, wo Schakir zu finden ist und machen sich auf zur Waldhütte. Als Schakir Batic und Darko davor sieht, flüchtet er aus dem Fenster. Die Männer folgen ihm. Unterwegs stellt Batic fest, dass die angebliche Handverletzung von Darko vorgetäuscht war, sein Gipsverband liegt auf dem Waldboden. Dann hört er einen Schuss. Es gelingt ihm, sich schützend vor Schakir zu stellen. Darko beschwört ihn, ihm zu helfen, Schakir und Maruf Selmani seien Zeugen bei einer Exekution gewesen, wenn er Schakir leben lassen würde, würde er gegen ihn aussagen. Dann wäre seine Familie kaputt. Leitmayr und Hackl kommen hinzu. Es fällt Ivo schwer, Darko auszuliefern – in erster Linie wegen Malina und Branka, die ihm gestanden hat, dass sie wieder schwanger ist. Darko, der mit dem Wissen seiner Frau schon zwei Tage zuvor in Deutschland eingereist war, hat Selmani gefoltert und erschossen und auch Wagner auf dem Gewissen, Schakir sollte ein weiteres Opfer werden. Der Besuch bei Kommissar Batic in München diente in erster Linie dazu, um an die Männer heranzukommen. Tränenüberströmt meint Branka zu Ivo, dass sie Darko habe helfen müssen, er sei nun einmal ihr Mann und sie liebe ihn.

## Rezeption

### Kritiken
Der Tatort wurde für die Darstellung des fränkischen Aushilfskommissars beim Münchner Ermittler-Team von fränkischer Seite stark kritisiert.

„Mehr als 6,6 Millionen Fernsehzuschauer bekamen wieder einmal das Klischee des piefigen, kleingeistigen und besserwisserischen Franken serviert. […] Kommissar Hackl ist vom Bayerischen Rundfunk zu einer Aufbereitung bekannter Vorurteile der Altbayern gegenüber den Franken missbraucht worden.“

„'Kommissar Hackl ist vom Bayerischen Rundfunk zu einer Aufbereitung bekannter Vorurteile der Altbayern gegenüber den Franken missbraucht worden', urteilte Söder. Auch sei es indiskutabel, dass der fränkische Ermittler als Rassist charakterisiert worden sei.“

### Einschaltquoten
Die Erstausstrahlung von Der Prügelknabe am 21. April 2003 wurde in Deutschland von 6,64 Millionen Zuschauern gesehen und erreichte einen Marktanteil von 20,5 % für Das Erste.